# Каргалейська сільська рада (Вадінський район)
Каргале́йська сільська рада (рос. Каргалейский сельский совет) — сільське поселення у складі Вадінського району Пензенської області Росії.
Адміністративний центр — село Каргалей.

## Населення
Населення — 450 осіб (2019; 543 в 2010, 641 у 2002).

## Склад
До складу сільської ради входять:
| Населений пункт   | Населення, осіб (2002) | Населення, осіб (2010) |
| ----------------- | ---------------------- | ---------------------- |
| Аткіно, присілок  | 99                     | 86                     |
| Бутирки, присілок | 75                     | 42                     |
| Каргалей, село    | 421                    | 396                    |
| Ольгино, присілок | 46                     | 19                     |